# Liste der Biografien/Meys
Liste der Biografien |
Portal Biografien |
Personensuche
# |
A |
B |
C |
D |
E |
F |
G |
H |
I |
J |
K |
L |
M |
N |
O |
P |
Q |
R |
S |
T |
U |
V |
W |
X |
Y |
Z |
?
 
Ma |
Mb |
Mc |
Md |
Me |
Mf |
Mg |
Mh |
Mi |
Mj |
Mk |
Ml |
Mm |
Mn |
Mo |
Mp |
Mq |
Mr |
Ms |
Mt |
Mu |
Mv |
Mw |
Mx |
My |
Mz
 
Mea–Mee |
Mef |
Meg |
Meh |
Mei |
Mej |
Mek |
Mel |
Mem |
Men |
Meo |
Mep |
Mer |
Mes |
Met |
Meu |
Mev |
Mew |
Mex |
Mey |
Mez
 
Meyb |
Meyd |
Meye |
Meyf |
Meyg |
Meyh |
Meyi |
Meyj |
Meyk |
Meyl |
Meyn |
Meyo |
Meyp |
Meyr |
Meys |
Meyt |
Meyz
Die Liste der Biografien führt alle Personen auf, die in der deutschsprachigen Wikipedia einen Artikel haben. Dieses ist eine Teilliste mit 18 Einträgen von Personen, deren Namen mit den Buchstaben „Meys“ beginnt.

## Meys

### Meyse
- Meysel, Eduard (1815–1892), deutscher Theaterschauspieler
- Meysel, Emil (1876–1960), deutscher Volkssänger und Humorist in Leipzig
- Meysel, Inge (1910–2004), deutsche SchauspielerinInge Meysel (1910–2004)

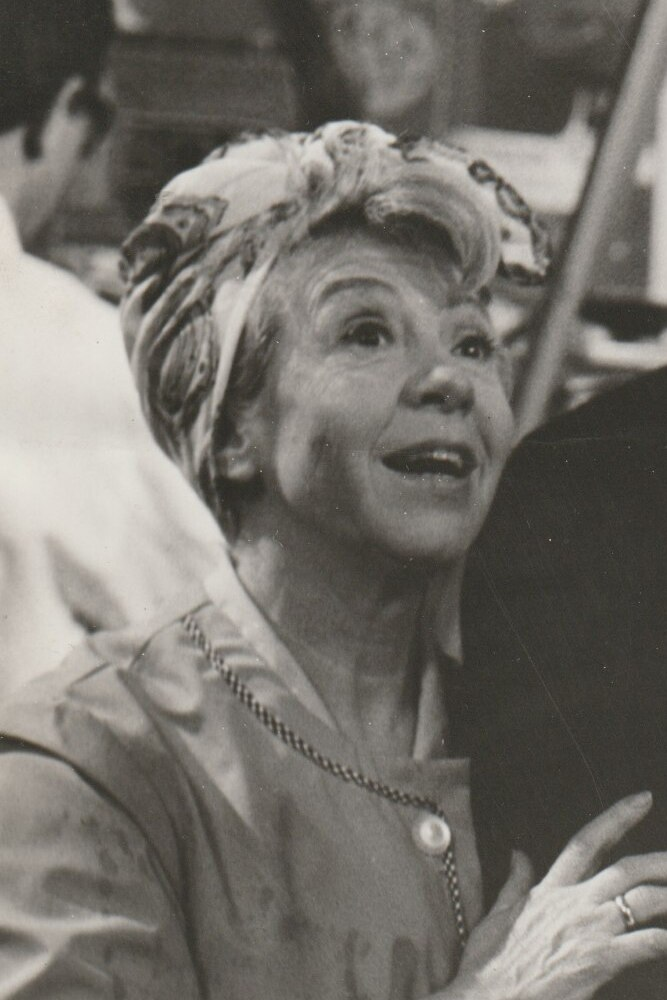
Inge Meysel (1910–2004)

- Meysels, Lucian O. (1925–2012), österreichischer Autor und Journalist
- Meysels, Theodor F. (1899–1963), österreichisch-israelischer Publizist
- Meysenbug, Alfred von (1940–2020), deutscher Comiczeichner und Werbegrafiker
- Meysenbug, Georg von (1558–1597), Hofmeister und Rat in der Landgrafschaft Hessen-Kassel
- Meysenbug, Heinrich von (1742–1810), Landrat in Kurhessen, Mitglied der Reichsstände im Königreich Westphalen
- Meysenbug, Malwida von (1816–1903), deutsche Schriftstellerin
- Meysenbug, Wilhelm Rivalier von (1813–1866), badischer Diplomat und Politiker

### Meysi
- Meysing, Herman Joseph (1886–1963), deutscher Ordensgeistlicher, Erzbischof von Bloemfontein in Südafrika

### Meysn
- Meysner, Markus (* 1966), deutscher Politiker (CDU), MdL

### Meyss
- Meyssan, Thierry (* 1957), französischer Autor und Aktivist
- Meyssens, Cornelis, flämischer Kupferstecher und Grafiker
- Meyssens, Jan (1612–1670), flämischer Barockmaler, Kupferstecher, Drucker und Kunsthändler

### Meyst
- Meystre, Abram-Daniel (1812–1870), Schweizer Politiker
- Meystre, Pierre (* 1948), Schweizer Physiker

### Meysz
- Meyszner, August (1886–1947), österreichischer Politiker (Heimatblock, NSDAP), Landtagsabgeordneter, MdR, Generalleutnant der Polizei im Nationalsozialismus und Mitglied des Reichstags